# Montrond (Jura)
Pour les articles homonymes, voir Montrond.
Montrond est une commune française située dans le département français du Jura, la région culturelle et historique de Franche-Comté et la région administrative Bourgogne-Franche-Comté. 
Elle fait partie de la communauté de communes Champagnole Nozeroy Jura.
Ses habitants se nomment les Mourniers et Mournières.

## Géographie

### Climat
Pour des articles plus généraux, voir Climat de la Bourgogne-Franche-Comté et Climat du département du Jura.
En 2010, le climat de la commune est de type climat de montagne, selon une étude du Centre national de la recherche scientifique s'appuyant sur une série de données couvrant la période 1971-2000. En 2020, Météo-France publie une typologie des climats de la France métropolitaine dans laquelle la commune est exposée à un climat semi-continental et est dans la région climatique  Jura, caractérisée par une forte pluviométrie en toutes saisons (1 000 à 1 500 mm/an), des hivers rigoureux et un ensoleillement médiocre. 
Pour la période 1971-2000, la température annuelle moyenne est de 8,5 °C, avec une amplitude thermique annuelle de 16,3 °C. Le cumul annuel moyen de précipitations est de 1 588 mm, avec 13,1 jours de précipitations en janvier et 10,3 jours en juillet. Pour la période 1991-2020, la température moyenne annuelle observée sur la station météorologique de Météo-France la plus proche, « Besain », sur la commune de Besain à 3 km à vol d'oiseau, est de 9,6 °C et le cumul annuel moyen de précipitations est de 1 525,6 mm. 
La température maximale relevée sur cette station est de 39,5 °C, atteinte le 25 juillet 2019 ; la température minimale est de −33 °C, atteinte le 2 janvier 1971,,. 
Les paramètres climatiques de la commune ont été estimés pour le milieu du siècle (2041-2070) selon différents scénarios d'émission de gaz à effet de serre à partir des nouvelles projections climatiques de référence DRIAS-2020. Ils sont consultables sur un site dédié publié par Météo-France en novembre 2022.

## Urbanisme

### Typologie
Au 1er janvier 2024, Montrond est catégorisée commune rurale à habitat dispersé, selon la nouvelle grille communale de densité à sept niveaux définie par l'Insee en 2022.
Elle est située hors unité urbaine. Par ailleurs la commune fait partie de l'aire d'attraction de Champagnole, dont elle est une commune de la couronne,. Cette aire, qui regroupe 43 communes, est catégorisée dans les aires de moins de 50 000 habitants,.

### Occupation des sols
L'occupation des sols de la commune, telle qu'elle ressort de la base de données européenne d’occupation biophysique des sols Corine Land Cover (CLC), est marquée par l'importance des forêts et milieux semi-naturels (66,1 % en 2018), une proportion sensiblement équivalente à celle de 1990 (66,7 %). La répartition détaillée en 2018 est la suivante : forêts (66,1 %), zones agricoles hétérogènes (13,6 %), prairies (11,5 %), terres arables (5,6 %), zones urbanisées (2 %), mines, décharges et chantiers (1,2 %). L'évolution de l’occupation des sols de la commune et de ses infrastructures peut être observée sur les différentes représentations cartographiques du territoire : la carte de Cassini (XVIIIe siècle), la carte d'état-major (1820-1866) et les cartes ou photos aériennes de l'IGN pour la période actuelle (1950 à aujourd'hui).

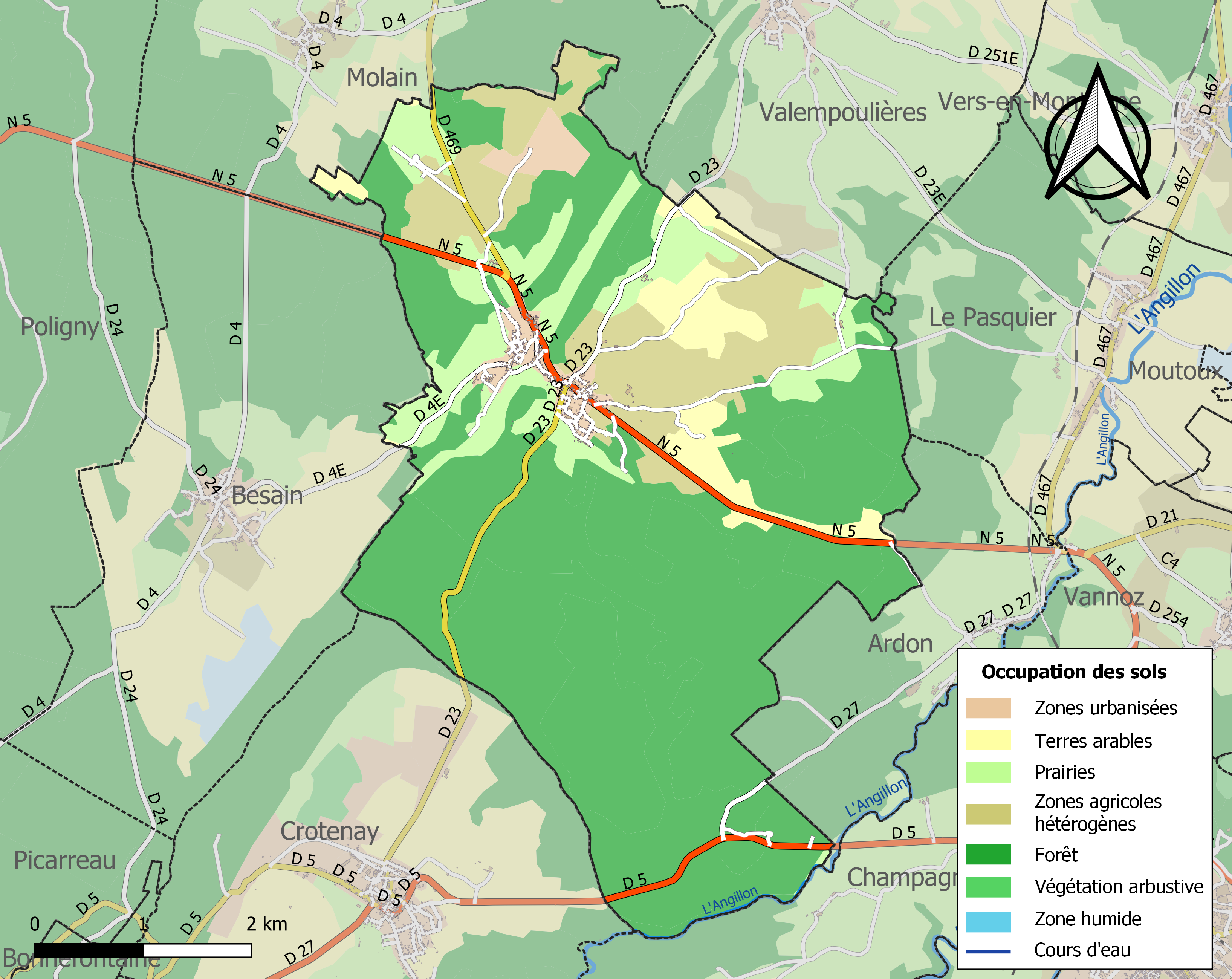
Carte des infrastructures et de l'occupation des sols de la commune en 2018 (CLC).

## Histoire
On trouve les traces d'une occupation ancienne datant du néolithique moyen bourguignon : il s'agit d'une station de hauteur remontant autour de 4000 av. J.-C. (occupation de grotte ?). Si le secteur livre des traces d 'antiquité celte et si l'occupation gallo-romaine est importante à proximité (Champagnole, Vannoz) il faut attendre le Moyen Âge pour connaître une implantation de paysans serfs dépendant des monastères locaux comme le prieuré de Vaux-sur-Poligny, mais le lieu n'est mentionné qu'à partir du XIIIe siècle. Le site devient alors notable avec l'installation d'une forteresse sur une butte imposante qui domine le territoire : la butte a une altitude de 678 mètres alors que sa base est aux environs de 580 mètres.

### Le château-fort

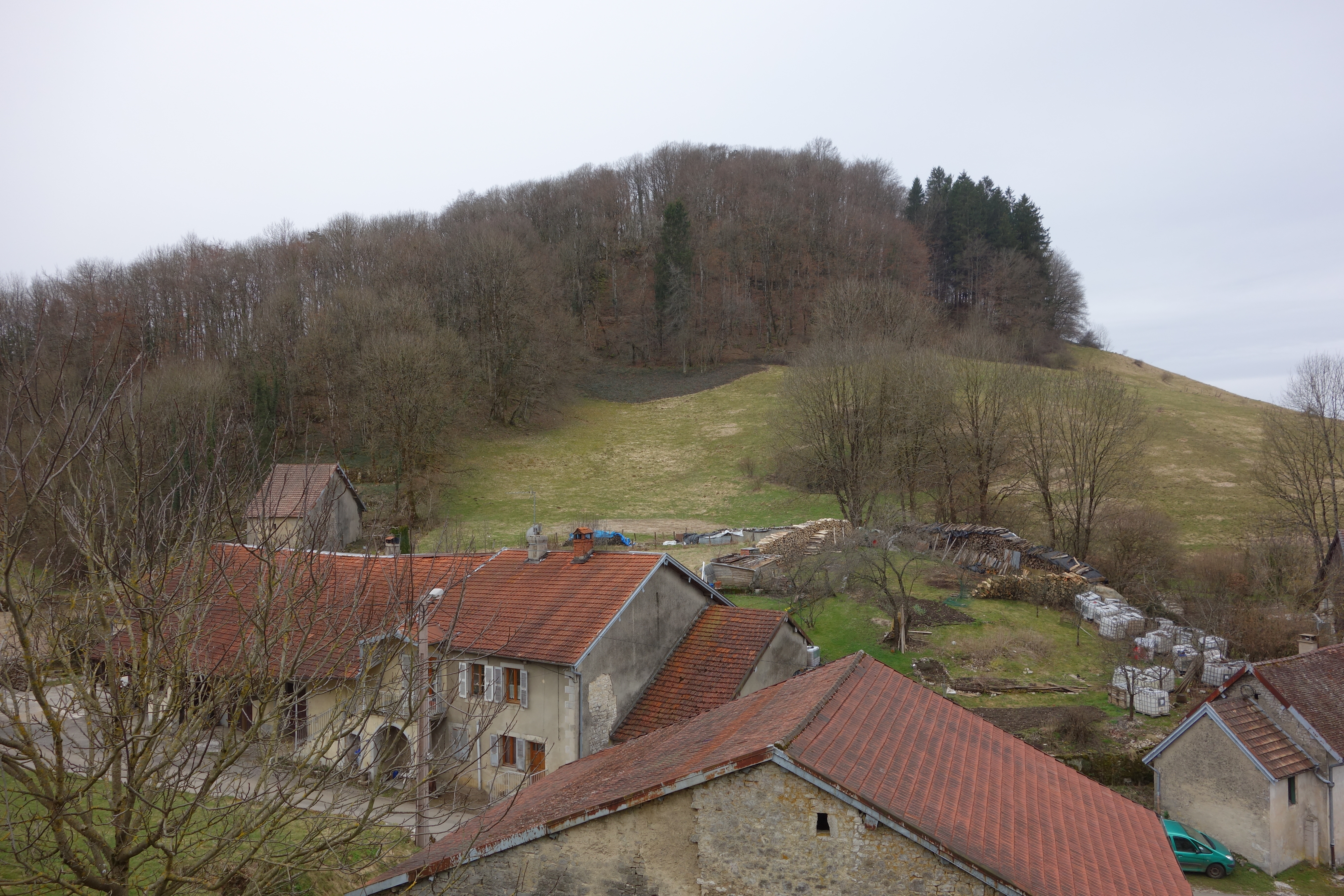
Site de l'ancien château de Montrond.

La région de Poligny est dans les années 1208-1212 le théâtre d'affrontements entre Othon II de Bourgogne-Méranie (1180-1234), héritier du comté de Bourgogne par sa femme Béatrice, et la famille de Vienne (plus précisément Guillaume IV de Mâcon, mort en 1224) qui soutient Étienne III de Bourgogne (mort en 1241 ; cousin germain de Guillaume de Mâcon et prétendant au titre de comte de Bourgogne). Le territoire est alors une dépendance des moines de Vaux-sur-Poligny et Othon de Bourgogne veut construire un château-fort sur la haute butte de l'endroit pour protéger ses possessions : il s'accorde avec les moines en installant un de leurs prieurés à Montrond et en leur accordant des droits sur l'église du village définis par une charte de 1227.
Le comte de Bourgogne construit alors l'important château-fort de Montrond dans la première moitié du XIIIe siècle. Il s'agit d'une forteresse associée à la fortification du bourg au pied de la colline. L'édifice comportait un donjon carré haut de 21 mètres et des murs larges de 2,5 mètres. Le château a été démantelé après la conquête de Louis XI en 1479 et ses pierres ont servi à la construction des maisons du village : il ne reste que quelques ruines de certains murs et le souvenir de souterrains. La seigneurie de Montrond, que complétaient Molain et Besain, a appartenu aux comtes puis ducs de Bourgogne jusqu'en 1479 : Louis XI l'accorde alors à la Maison de Chalon-Arlay, en se réconciliant avec Hugues III. Le neveu d'Hugues III, Jean IV de Chalon-Arlay, la possède à la fin du XVe siècle et la transmet à ses héritiers.
Le bourg fortifié a lui aussi disparu et le centre de nouveau village s'est déplacé vers l'ouest au lieu-dit Viseney où une nouvelle église consacrée à saint Denis a été construite en 1825 (elle a été restaurée en 2014). Une autre extension du village s'est faite le long de la route blanche qui relie Dijon à la Suisse : on comptait quatre aubergistes au milieu du XIXe siècle alors que le village avait environ 700 habitants.

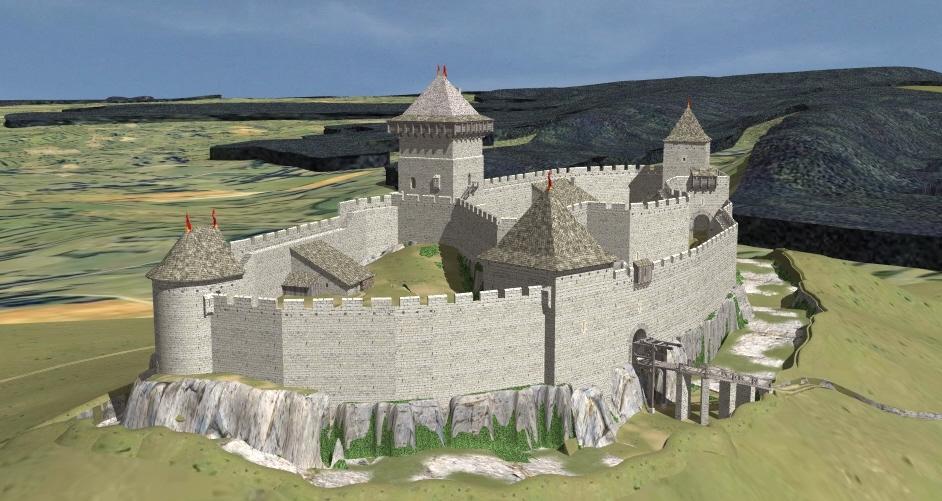
Essai de restitution numérique 3D du château au XIIIe siècle. Vue du sud. Proposition basée sur le relevé planimétrique réalisé en 2006.

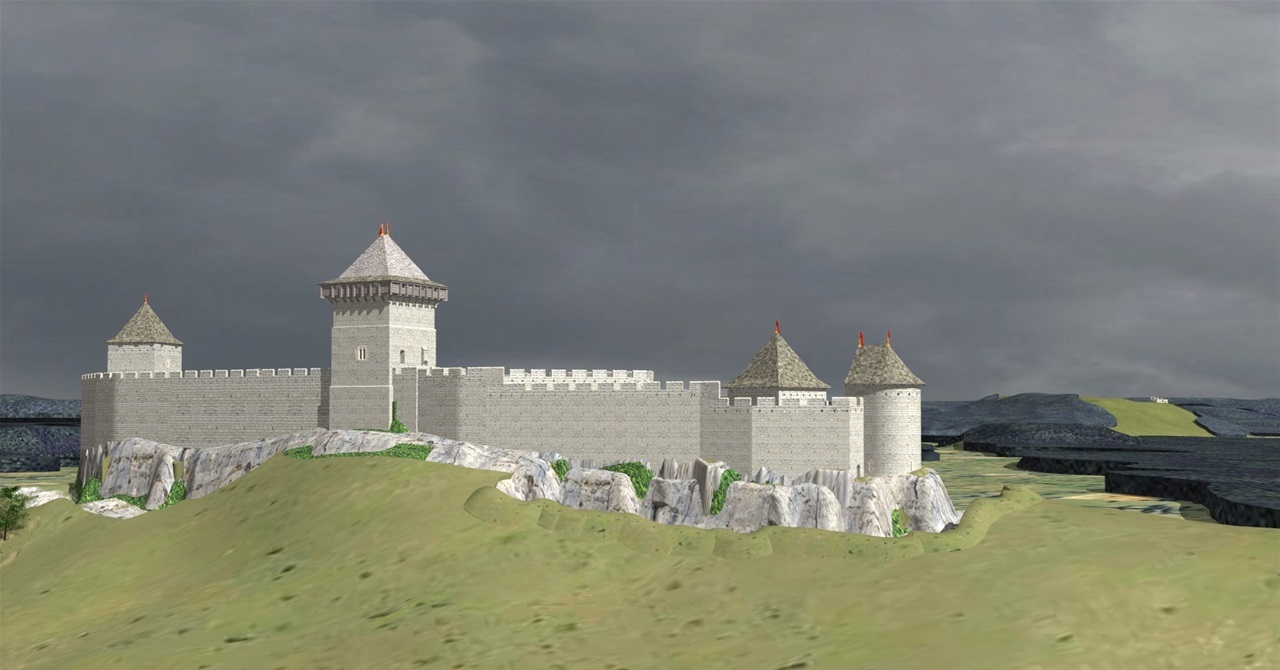
Proposition de restitution du château de Montrond au XIIIe siècle. Vue de l'ouest. Basée sur le relevé planimétrique réalisé en 2006 disponible aux archives départementales du Jura.

## Politique et administration
| Période   | Période  | Identité      | Étiquette            | Qualité                  |
| --------- | -------- | ------------- | -------------------- | ------------------------ |
| mars 2001 | 2020     | Claude Giraud | RPR puis UMP puis LR | Représentant de commerce |
| 2020      | En cours | Patrice Maire |                      |                          |

## Démographie
L'évolution du nombre d'habitants est connue à travers les recensements de la population effectués dans la commune depuis 1793. Pour les communes de moins de 10 000 habitants, une enquête de recensement portant sur toute la population est réalisée tous les cinq ans, les populations de référence des années intermédiaires étant quant à elles estimées par interpolation ou extrapolation. Pour la commune, le premier recensement exhaustif entrant dans le cadre du nouveau dispositif a été réalisé en 2004.

En 2022, la commune comptait 483 habitants, en évolution de −2,03 % par rapport à 2016 (Jura : −0,81 %, France hors Mayotte : +2,11 %).
| 1793 | 1800 | 1806 | 1821 | 1831 | 1836 | 1841 | 1846 | 1851 |
| ---- | ---- | ---- | ---- | ---- | ---- | ---- | ---- | ---- |
| 595  | 483  | 622  | 606  | 647  | 622  | 633  | 639  | 710  |

| 1856 | 1861 | 1866 | 1872 | 1876 | 1881 | 1886 | 1891 | 1896 |
| ---- | ---- | ---- | ---- | ---- | ---- | ---- | ---- | ---- |
| 663  | 629  | 593  | 521  | 478  | 501  | 458  | 421  | 419  |

| 1901 | 1906 | 1911 | 1921 | 1926 | 1931 | 1936 | 1946 | 1954 |
| ---- | ---- | ---- | ---- | ---- | ---- | ---- | ---- | ---- |
| 410  | 401  | 417  | 362  | 374  | 390  | 380  | 371  | 388  |

| 1962 | 1968 | 1975 | 1982 | 1990 | 1999 | 2004 | 2006 | 2009 |
| ---- | ---- | ---- | ---- | ---- | ---- | ---- | ---- | ---- |
| 362  | 356  | 357  | 383  | 400  | 408  | 421  | 420  | 481  |

| 2014 | 2019 | 2022 | - | - | - | - | - | - |
| ---- | ---- | ---- | - | - | - | - | - | - |
| 501  | 491  | 483  | - | - | - | - | - | - |

## Culture locale et patrimoine

### Lieux et monuments
- Église Saint-Denis de Montrond.
- L'oratoire de Montrond du XVIIIe siècle : selon le récit de Désiré Monnier, un jeune homme nommé Dole aurait échappé de peu à la légendaire vouivre de Montrond. Sauvé par ses prières, il a fait élever en reconnaissance un oratoire à Notre-Dame[23].

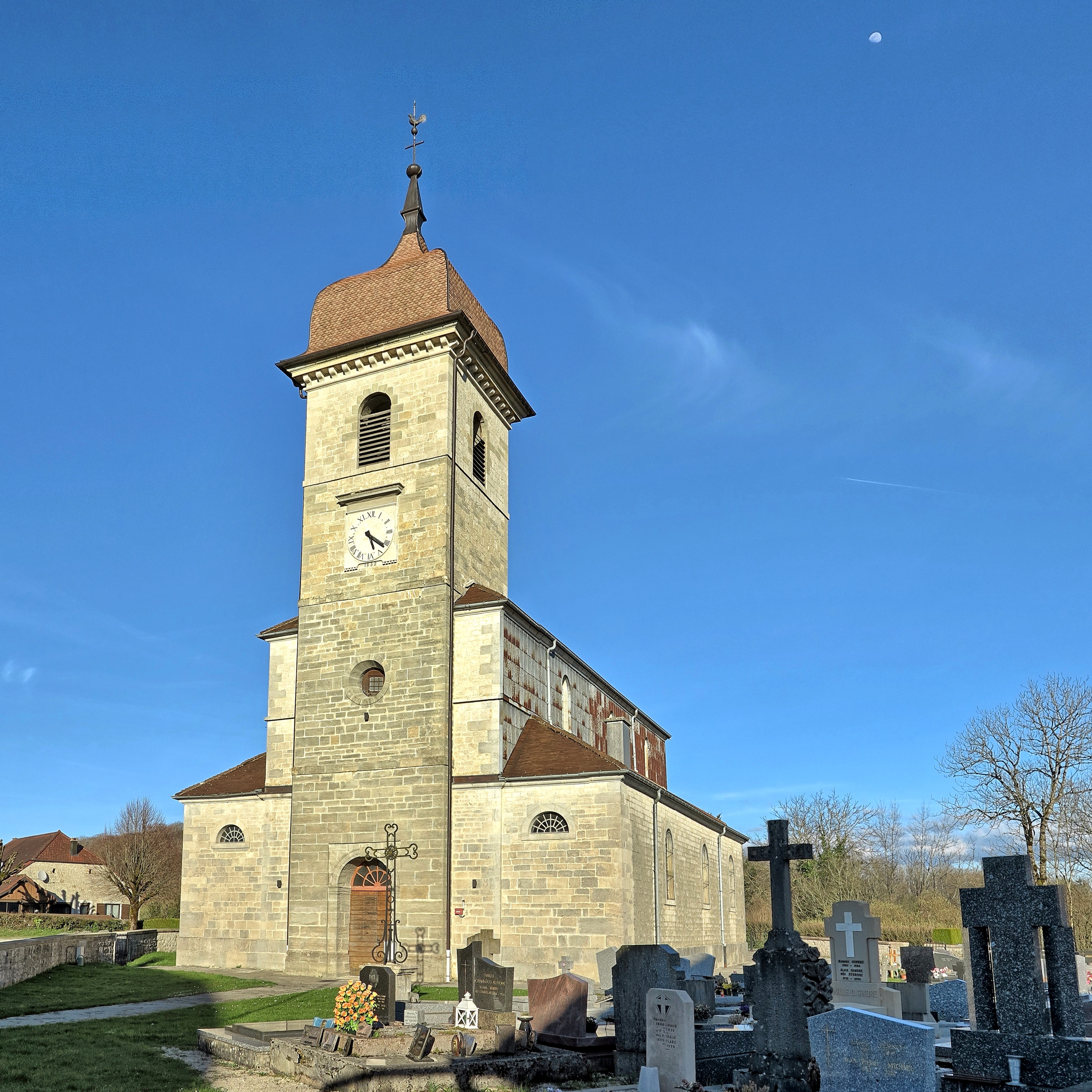
L'église.
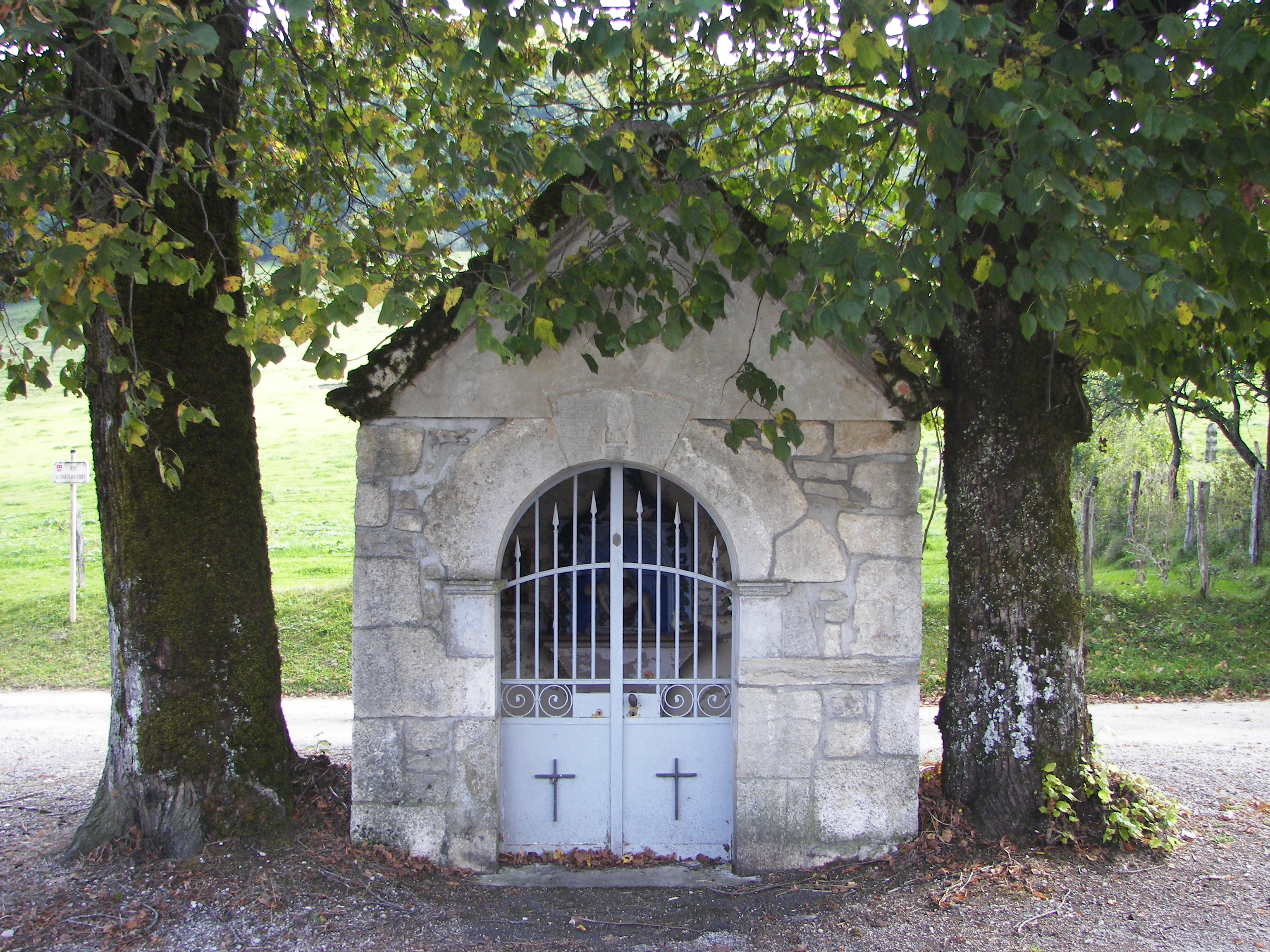
L'oratoire.

### Héraldique
|  | Les armes de la commune se blasonnent ainsi : De gueules au chevron d'argent accompagné de trois besants d'or. |